# Bishorn
El Bishorn (4.153 m) es una montaña suiza en los Alpes Peninos. Se encuentra justo al norte del Weisshorn. La montaña tiene dos cimas distintas, separadas por un collado  nevado de unos 600 metros de largo:
- la cima occidental más alta (4.153 m) conquistada por vez primera el 18 de agosto de 1884 por G. S. Barnes y R. Chessyre-Walker con los guías Joseph Imboden y J. M. Chanton;
- la cima oriental (Punta Burnaby - 4.134 m) conquistada por vez primera el 6 de mayo de 1884 por Elizabeth Burnaby con los guías Joseph Imboden y Peter Sarbach.

## Características
La montaña forma parte de la llamada corona imperial, junto con montañas que forman una herradura: Les Diablons (3.609 m), el Bishorn (4.153 m), el Weisshorn (4.505 m), el Schalihorn (3.974 m), el Zinalrothorn (4.221 m), el Trifthorn (3.728 m), el Obergabelhorn (4.062 m), el mont Durand (3.712 m), la Pointe de Zinal (3.790 m), la Dent Blanche (4.356 m), el Grand Cornier (3.961 m), el Pigne de la Lé (3.396 m), y Gardes de Bordon (3.310 m), y en el centro de esta gigantesca parábola el Monte Besso (3.667 m).

## Acceso a la cima
La vía normal de ascenso a la cima parte de la cabaña de Tracuit (3.265 m), accesible desde Zinal (1.675 m).

## Clasificación SOIUSA
Según la clasificación SOIUSA, el Bishorn pertenece:
- Gran parte: Alpes occidentales
- Gran sector: Alpes del noroeste
- Sección: Alpes Peninos
- Subsección: Alpes del Weisshorn y del Cervino
- Supergrupo: Cadena Weisshorn-Zinalrothorn
- Grupo: Grupo del Weisshorn
- Código: I/B-9.II-D.8